# Procesor Fouriera
Procesor Fouriera – urządzenie elektroniczne realizujące transformację Fouriera sygnałów. Procesory Fouriera zwykle dzieli się na analogowe, przetwarzające sygnały ciągłe, i cyfrowe – przetwarzające sygnały dyskretne.
Analogowe wersje w odróżnieniu od cyfrowych obliczają transformaty Fouriera w czasie rzeczywistym i w dużo szerszym paśmie, a ponadto charakteryzują się niższym poborem mocy, dużo większą niezawodnością oraz miniaturowymi rozmiarami. Wadą analogowych procesorów Fouriera jest dość niska dokładność (~1%) oraz ograniczony szumem zakres dynamiczny (60–70 dB). 
Analogowy procesor Fouriera można zrealizować wykorzystując linie dyspersyjne z AFP oraz konwolutory z AFP.